# Berserk

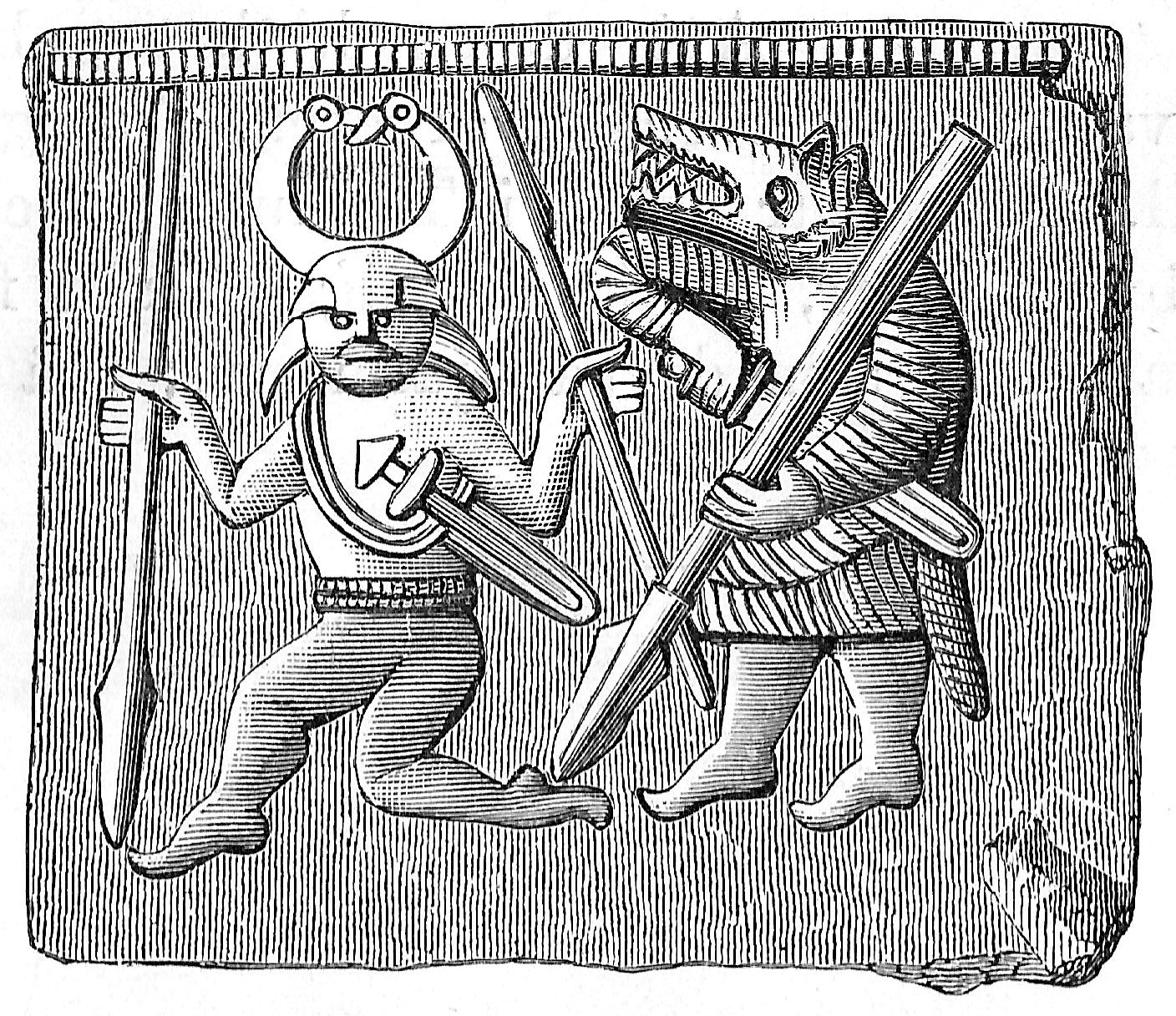
Płyta wykonana z brązu pochodząca z ery Vendela znaleziona w Olandii przedstawiająca berserka.

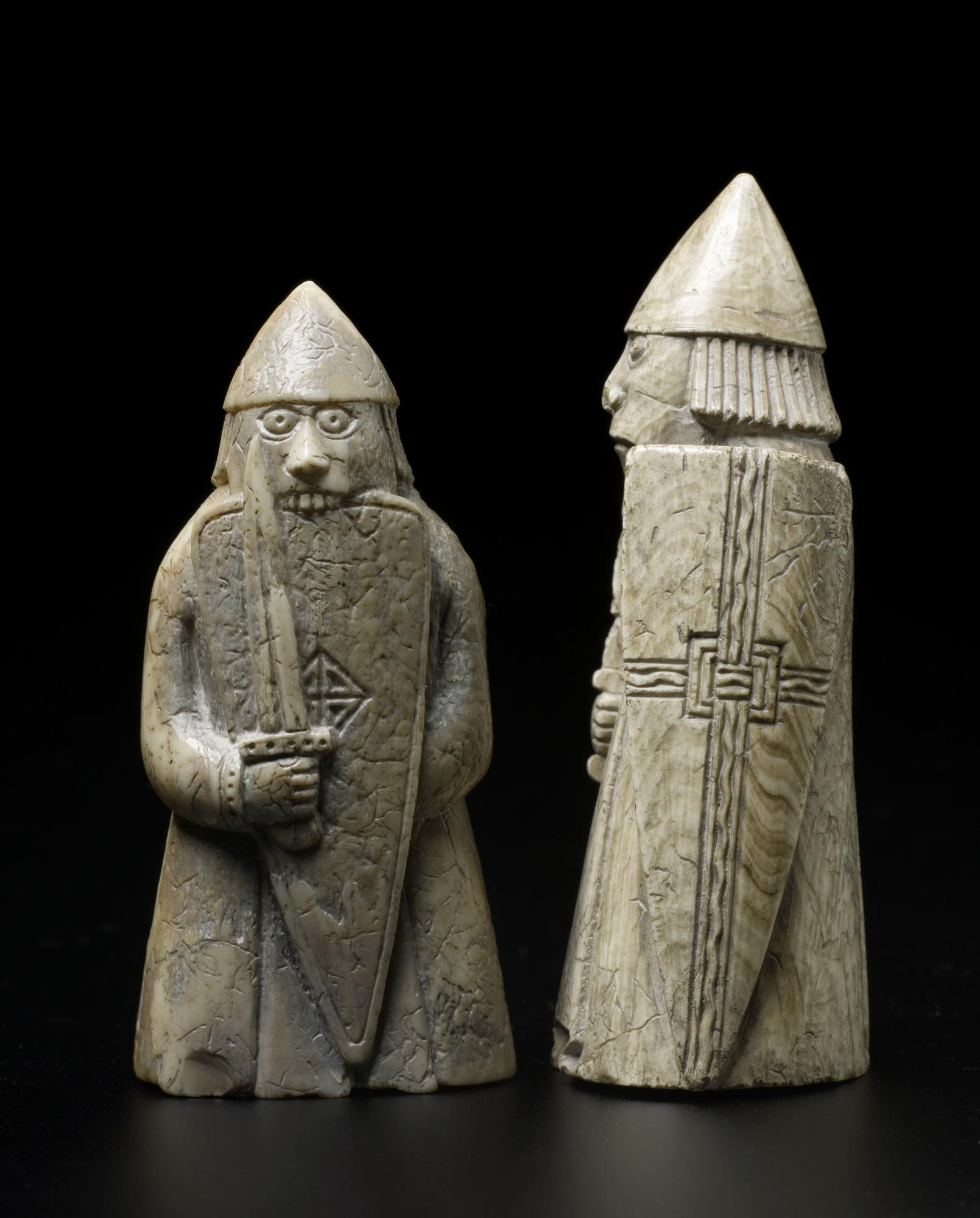
Berserk gryzący tarczę jako wieża w szachach z Lewis

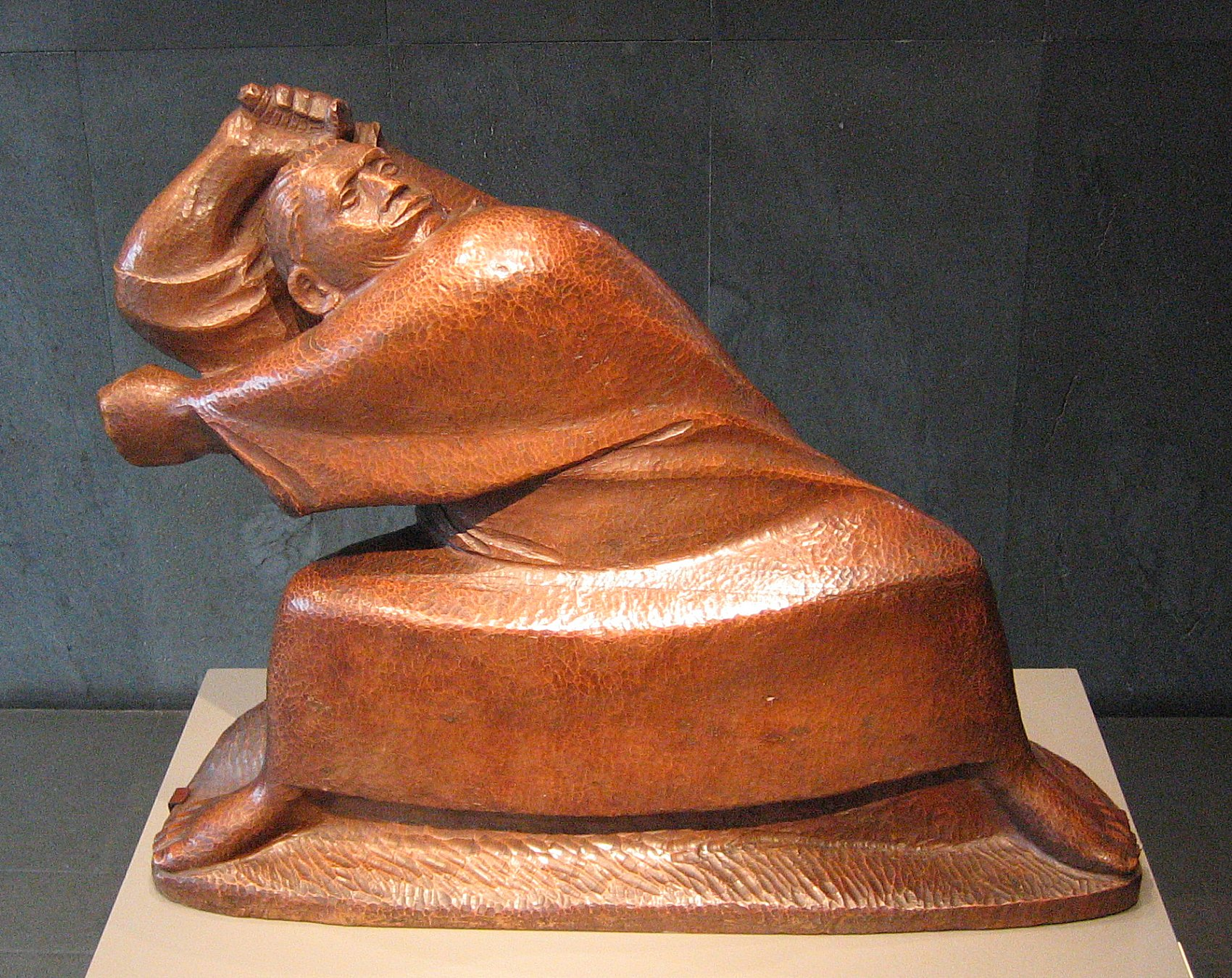
Rzeźba Berserker Ernsta Barlacha.

Berserk (berserker) – według podań historycznych był nieznającym strachu wojownikiem nordyckim. Wikinga będącego berserkiem ogarniał szał walki, który dodawał mu nadludzkiej siły.

## Etymologia
Słowo berserk (bersërkr, liczba mnoga berserkir) pochodzi z języka staronordyjskiego i oznacza „skóra niedźwiedzia”. Byli tak nazywani z racji tego, że w czasie walki nosili na sobie skóry dzikich zwierząt, zwłaszcza skóry niedźwiedzi.

## Historia
- Berserkowie ubierali się w zwierzęce skóry, utożsamiając się z opiekunem zwierzęcym, zwykle wilkiem lub niedźwiedziem, a w czasie walki zachowywali w sposób sugerujący, że nie ma siły, która może ich powstrzymać. Stosowali samookaleczenia i często walczyli bez zbroi, aby wzbudzić we wrogach strach i zwiększyć swoją wściekłość. Często byli bezkarni, ponieważ uważano, że nie odpowiadają za swoje czyny. W okresach pokoju oraz chrystianizacji terenów nordyckich byli wyrzutkami, żyjącymi z rabunków i grabieży, potępianymi przez społeczeństwo.
- Według niektórych źródeł wiking przeistaczał się w berserka poprzez spożycie wywaru z grzybów halucynogennych takich jak muchomor czerwony[1]. Teoria ta jest związana z przekazami, że po szale bojowym wojownik musiał przez kilka dni odpocząć w domu, w stanie otumanienia i braku kontaktu ze światem zewnętrznym. W poszukiwaniu źródła szału berserków rozważano też psychozę, teoria ta została jednak odrzucona z uwagi na niezdolność chorych do świadomego prowokowania stanów psychotycznych. Najbardziej prawdopodobna jest teoria mówiąca o praktykowanej przez berserków autosugestii, wspomaganej przez rytuały religijne. Zgodnie z nordycką mitologią, byli oni wybrańcami Odyna.
- Król Harald I Pięknowłosy miał gwardię przyboczną złożoną z berserków.
- Według germańskiej mitologii berserkowie stanowili elitę wojowników. Armia stawała w klinie, na którego przodzie stał wódz, za nim stali pozostali berserkowie. Z tyłu dopiero inni wojownicy. Mniejsze oddziały berserków, które powstawały w czasie pokoju, a następnie wraz z chrystianizacją ich ojczyzny, formowały się zależnie od swoich zwierzęcych opiekunów. „Wilczy” wojownicy tworzyli kilkunastoosobowe watahy, zaś ci, których patronem był niedźwiedź, podróżowali samotnie.

## Berserkowie w kulturze popularnej
- Berserk – manga i anime
- Wiking –  książę Amleth, syn króla wikingów Aurvandila po śmierci ojca zostaje berserkiem[2]
- Charkiwśki Berserky – ukraiński klub hokeja na lodzie
- Wiedźmin 3: Dziki Gon – w grze występuje grupa skelligijskich wojowników zwanych Vildkaarlami. Są oni berserkami potrafiącymi zamieniać się w niedźwiedzie.